# アリオ深谷
アリオ深谷（アリオふかや）は、埼玉県深谷市に立地するセブン&アイ・ホールディングス傘下のセブン&アイ・クリエイトリンクが管理委託、深谷上柴ショッピングセンターが運営する複合商業施設である。

## 概要
元々は1982年（昭和57年）にオープンしたイトーヨーカドー深谷店と、その専門店街である「深谷上柴ショッピングセンター サングリーン」であったが、隣接する深谷市上柴公民館および深谷市勤労者家庭支援施設（L・フォルテ）の改築にあたり、市が「上柴地区複合施設整備事業」としてPFI法に基づく公民連携事業 (PPP) を導入することになったのを受け、サングリーンを運営する株式会社深谷上柴ショッピングセンター（深谷上柴SC）が同事業に応募、イトーヨーカドーおよびサングリーンのリニューアルと複合施設の整備を一体的に施工することになった。
事業スキームとしては、上柴公民館およびL・フォルテの敷地に借地借家法第23条第1項に基づく事業用定期借地権を設定し、これを深谷上柴SCが借り上げてショッピングセンターと公共施設を一体整備し、市が深谷上柴SCから公共施設部分を賃借する。公共施設部分は市の直営となるため、公共サービスの運営までを民間委託するPFIとはやや異なるが、これに準じたスキームであると言える。
2010年（平成22年）9月1日に食品売場が先行開業。同年12月1日にプレオープン、同年12月2日にグランドオープンした。アリオとしては10番目の店舗であるが、既存店舗のリニューアルとしては初の店舗であり、熊谷・深谷地区最大の複合商業施設となる。公共施設部分も、アリオのグランドオープンに先立つ11月4日に上柴生涯学習センター・上柴公民館、深谷市男女共同参画推進センター（L・フォルテ）、深谷市ふるさとハローワークから構成される複合施設「キララ上柴」（キララかみしば）としてオープンしている。

## テナント
3階建ての建物の1・2階部分を「アリオ深谷」として営業する（3階が「キララ上柴」）。各テナントの一覧・詳細は下記の公式サイト「フロアガイド」を参照。
- アリオ深谷1F
- アリオ深谷2F
- イトーヨーカドー内テナント